# Flåmselvi
Flåmselvi er en elv i Flåmsvassdraget Aurland kommune i Vestland fylke i Norge. Den har ved udmundingen en middelvandføring på 15 m³/s.
Dens øverste kilder ligger vest for Hallingskarvet og nord for Hardangerjøkulen i Ulvik Kommune, og løber i starten mod nordvest gennem en bred dal med mange søer. Fra Reinungavatnet (764 moh.) ved Myrdal  falder den  gennem Kjosfossen ned i Flåmsdalen. Flåmsdalen er trang, og elven løber gennem en række fald med partier med stryg imellem. Ned gennem  dalen løber mange større og mindre elve ud i Flåmselvi fra begge sider. Flere af disse danner høje vandfald på vejen ned af dalsiderne. Nogle af de mest kendte er Myrdalsfossen, Tunshellefossen og Rjoandefossen.
Elven munder ud ved landsbyen Flåm i inderst i Aurlandsfjorden. Flåmsbanen går langs elven fra Myrdal til fjorden. I den nedre del er Flåmselvi en god lakseelv. 

## Vandkraft og beskyttelse
Sammen med resten af Flåmsvassdraget blev elven beskyttet mod kraftudbygning i 1986 med Verneplan III for vassdrag. Der er alligevel to ældre, mindre vandkraftværker i Flåmselvi. Det er Kjosfoss kraftværk som blev bygget i forbindelse med bygningen af Bergensbanen og som gav strøm til jernbanen, og Leinafoss kraftværk i nedre del av Flåmsdalen.